# Jacek Graczyk
Jacek Adam Graczyk (ur. 11 czerwca 1953 w Łodzi, zm. 21 października 2020 w Ustce) – były dyrektor stoczni Ustka, prywatny przedsiębiorca, polski samorządowiec.

## Życiorys
Syn Wacława i Cecylii. Absolwent Politechniki Łódzkiej. Był członkiem PZPR. W latach 1986–1992 dyrektor naczelnyStoczni Ustka. W latach 2002–2006 oraz 2014–2020 burmistrz Ustki.
Pochowany na cmentarzu komunalnym w Ustce.

## Upamiętnienie
26 czerwca 2021 jego imieniem nazwano Węzeł Komunikacyjny w Ustce.

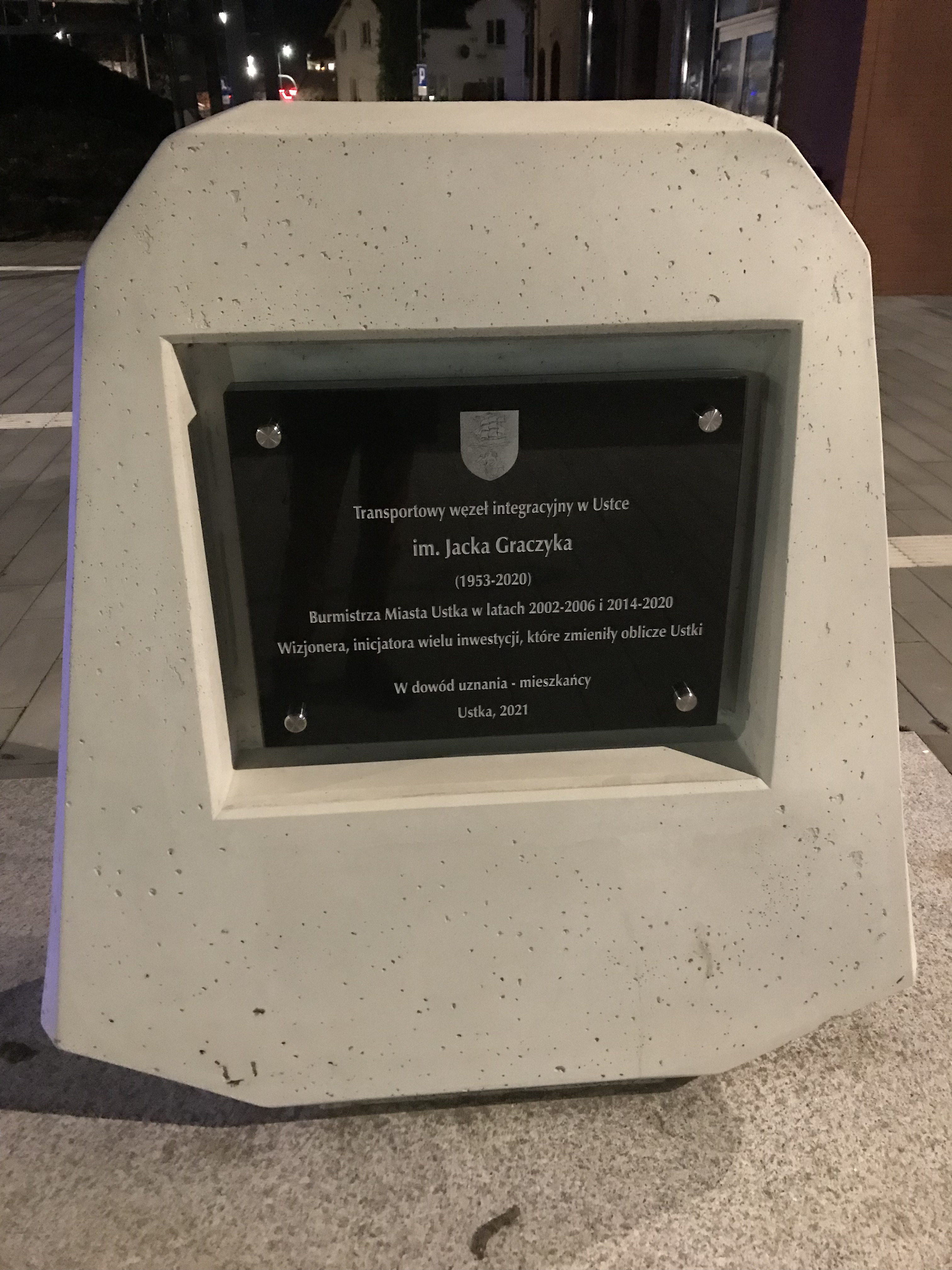
Upamiętnienie burmistrza na Transportowym Węźle Integracyjnym jego imienia.
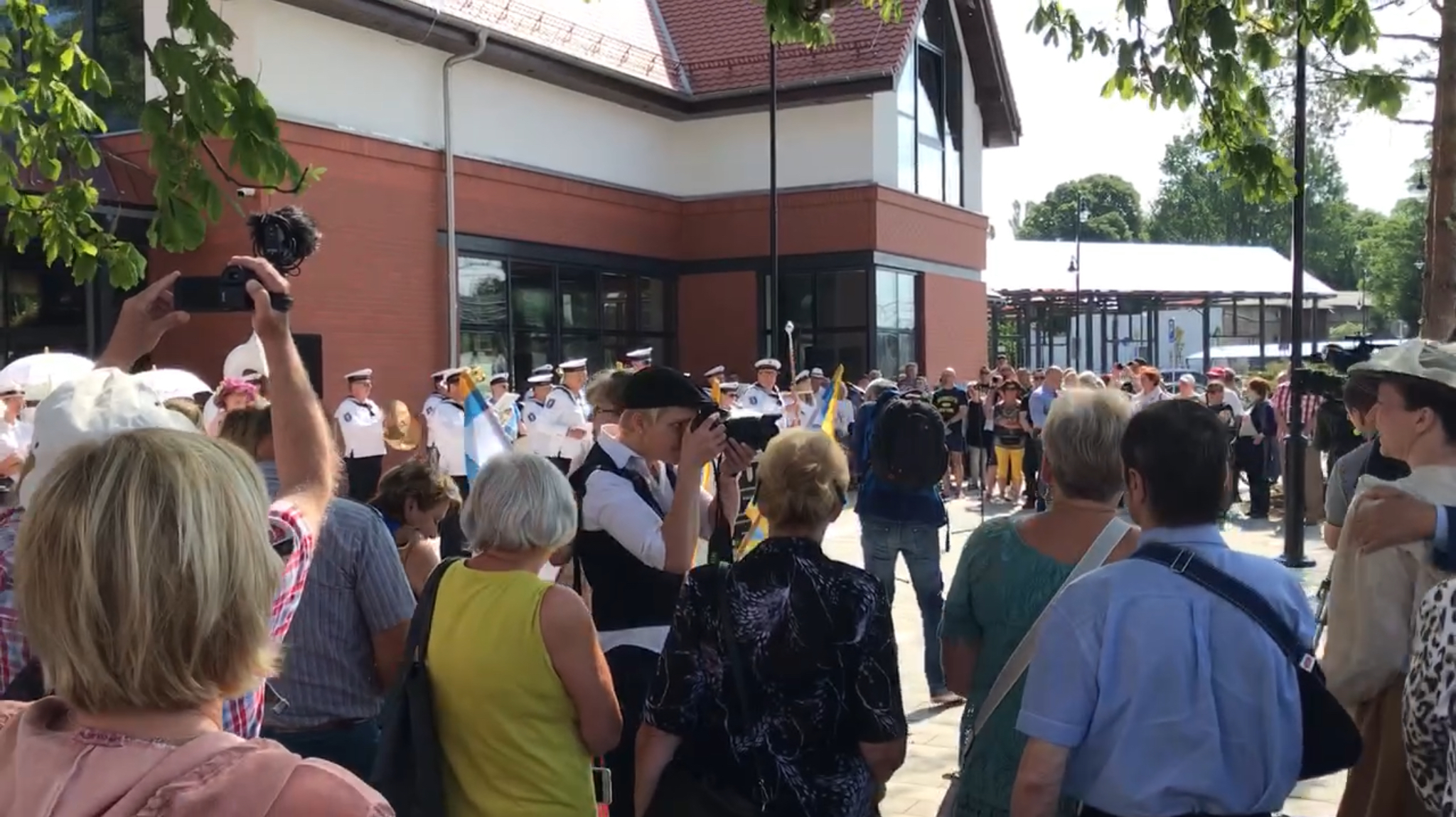
Otwarcie Transportowego Węzła Integracyjnego im. Jacka Graczyka

## Uwaga
1. ↑  W przypisie autor błędnie, opisał stanowisko. W latach 1984–1991 w państwowych zakładach pracy istniało stanowisko Dyrektor Naczelny. Dopiero po przemianach politycznych i gospodarczych, powołaniu Spółek wprowadzono stanowisko Prezes Zarządu.